# Kim Christensen (calciatore 1979)
Kim Christensen (Hvidovre, 16 luglio 1979) è un ex calciatore danese, di ruolo portiere.

## Carriera

### Club
Christensen si è trasferito dai danesi del Nordsjælland agli svedesi del Göteborg nel marzo 2008 in sostituzione di Bengt Andersson, ex portiere del club che aveva collezionato oltre 240 presenze in campionato. Christensen ha debuttato in maglia biancoblu il 22 marzo nella Supercoppa di Svezia giocata contro il Kalmar FF e vinta per 3-1. Il portiere danese ha rivestito il ruolo di portiere titolare per l'intera stagione venendo elogiato per le sue prestazioni. Verso la fine della stagione Christensen ha mantenuto la porta inviolata per sei partite consecutive, compresa quella in trasferta contro i futuri campioni del Kalmar FF. Il 21 settembre 2008 ha vinto il suo secondo trofeo con la squadra svedese: il Göteborg ha infatti superato il Kalmar FF in finale col risultato di 5-4 dopo i calci di rigore. Christensen durante l'incontro aveva compiuto svariate parate ed ha anche calciato il secondo dei 5 rigori segnati dal Göteborg.

#### Controversie
Il 23 settembre 2009 - durante una partita contro l'Örebro - si è scoperto che Christensen aveva preso a calci i pali della porta per renderla più stretta, prima dell'inizio della partita. Quando gli è stato chiesto, egli ha dichiarato che l'aveva già fatto altre volte in precedenza e che anche per questo era riuscito ad evitare dei gol. Venti minuti dopo l'inizio della partita, l'infrazione è stata notificata all'arbitro che ha fatto correggere la posizione dei pali. A sorpresa il calciatore non ha subìto sanzioni ed è stato assolto dalla Commissione disciplinare, perché il fatto era comune tra i portieri del campionato svedese (che giocano su erba sintetica e quindi senza i pali conficcati nel terreno).

### Nazionale
Nel maggio 2010 è stato inserito nella lista preliminare di 30 elementi della Nazionale danese convocati per il campionato del mondo 2010 ma è stato escluso dalla lista definitiva.

## Palmarès

### Club

#### Competizioni nazionali
- Coppa di Svezia: 1

Goteborg: 2008
- Supercoppa di Svezia: 1

Goteborg: 2008
- Campionato danese: 1

Copenhagen: 2010-2011
- Coppa di Danimarca: 1

Copenhagen: 2011-2012